# George Bridgman

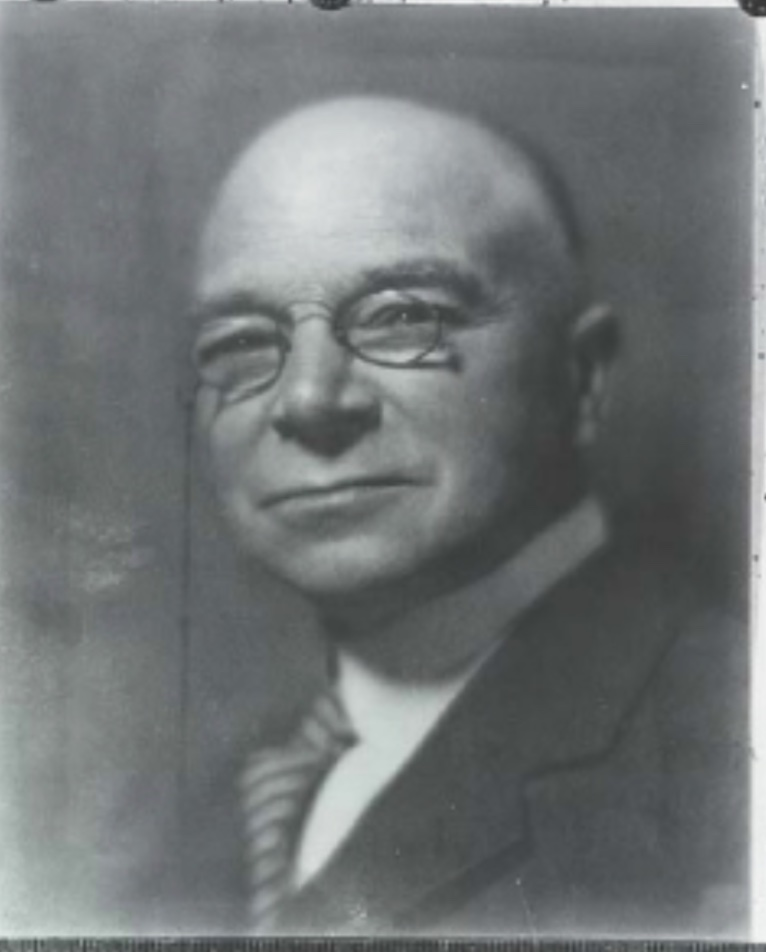
George Brant Bridgman, 1920er Jahre

George Brant Bridgman (* 5. November 1864 in der kanadischen Provinz Ontario; † 16. Dezember 1943 in New Rochelle oder New York City, USA) war ein kanadisch-amerikanischer Maler, Schriftsteller und Kunstpädagoge auf den Gebieten Anatomie und Figurenzeichnung.

## Leben
1889 ließ sich George Bridgman in New York nieder und begann 1898 seine langjährige Lehrtätigkeit an der Art Students League of New York. Mit einer kurzen Unterbrechung (1900–1903) lehrte er dort bis zu seinem Tod 1943. George Bridgman war bekannt für seine genauen Kenntnisse der menschlichen Anatomie und entwickelte eine lehrbuchartige, schematische Methode zur Darstellung des menschlichen Körpers. Seine Technik basierte auf einer Konstruktion aus geometrischen Grundformen wie Blöcken und Zylindern. Sein Unterricht galt als anspruchsvoll und praxisorientiert. George Bridgman verwendete Kastenformen, um die Hauptmaße der Figur – Kopf, Brustkorb und Becken – darzustellen, die er mit gestischen Linien verband, um vereinfachte Verbindungsformen des Körpers zu erzeugen. George Bridgman benutzte häufig großformatiges Zeichenpapier und demonstrierte anatomische Prinzipien direkt im Unterricht, manchmal auch, indem er Modelle mit Kreide beschrieb.
Fast 70.000 Studenten nahmen an Bridgmans Kursen teil, darunter so bedeutende Künstler wie Gifford Beal, Will Eisner, Paul Manship, Andrew Loomis, Edmund Ward, Arshile Gorky, Jackson Pollock und Norman Rockwell. Die farbigste Beschreibung Bridgmans findet sich in Norman Rockwells Memoiren My Adventures as an Illustrator (1960). Rockwell bemerkte, dass Bridgman oft einen dreiteiligen Anzug trug, beschrieb ihn aber auch als einen zerknitterten Mann, der immer erst nach einigen Drinks zum Unterricht kam – man konnte seinen Zustand an seiner schief sitzenden Krawatte erkennen.
Seine Korrekturen nahm er oft radikal vor, indem er Schülerarbeiten komplett ausradierte und neu schrieb. Trotz seines fordernden Stils galt er als humorvoll und engagiert. George Bridgman ist Autor mehrerer Lehrbücher, von denen viele noch heute verwendet werden. Bridgman's Complete Guide to Drawing from Life, sein umfangreichstes Werk, enthält mehr als tausend anatomische Zeichnungen. Andere Bücher von Bridgman befassen sich mit der Darstellung von Gesichtszügen, Gesichtern und Händen, die ihn besonders faszinierten. Bridgman schrieb sein Book of a Hundred Hands, weil er kein Lehrbuch fand, das seiner Meinung nach angemessen vermittelte, wie sich ein Künstler diesem komplexen Merkmal nähern sollte. In der Einleitung des Buches wird die Kunst der Renaissancemeister erwähnt und darauf hingewiesen, dass Bridgman während seiner Aufenthalte in Paris und New York Werke im Louvre und im Metropolitan Museum studiert hatte. Wandmaler beauftragten Bridgman häufig mit dem Zeichnen von Figuren; Rockwell sagte, Bridgman sei nicht kreativ, aber sein Talent als Zeichner sei unübertroffen.
Obwohl über George Bridgmans Privatleben wenig bekannt ist, weiß man aus den Widmungen in seinen Büchern, dass er eine Frau, Helene Leonora Bridgman (geborene Rupperstberg), eine Tochter und eine Enkelin hatte. Bridgman starb 1943 in New York, nachdem er mehr als vierzig Jahre an der Art Students League unterrichtet hatte. Sein Nachfolger wurde einer seiner Schüler, Robert Beverly Hale. Das Norman Rockwell Museum in Stockbridge, Massachusetts, besitzt eine bedeutende Sammlung von George Bridgmans anatomischen Zeichnungen, die er in seinen Publikationen veröffentlichte, sowie großformatige Figurenstudien, die er für seine Studenten anfertigte.